# Гродзиск-Велькопольский (гмина)
Гродзиск-Велькопольский (пол. Grodzisk Wielkopolski) — гмина (волость) в Польше, входит как административная единица в Гродзиский повет (Великопольское воеводство), Великопольское воеводство. Население — 18 560 человек (на 2004 год).

## Сельские округа
1. Альбертовско
2. Бяла-Весь
3. Божислав
4. Хрустово
5. Чарна-Весь
6. Громблево
7. Конколево
8. Кобыльники
9. Курово
10. Лясувки
11. Пташково
12. Роево
13. Слоцин
14. Сновидово
15. Свожице
16. Возники
17. Здруй

## Прочие поселения
1. Люлин
2. Млынево

## Соседние гмины
1. Гмина Граново
2. Гмина Каменец
3. Гмина Новы-Томысль
4. Гмина Опаленица
5. Гмина Раконевице